# 印江河
印江河（又名印河），是中国长江流域的一条河流，汇入乌江下游右岸，属于乌江水系。河长95千米，流域面积1256平方千米，多年平均流量21立方米每秒。自然落差752米。水能理论蕴藏量1万千瓦。
流域内主要城镇有印江县城。以农业为主，有小型采煤、化肥、机械、造纸、轻手工业等工业，交通以公路为主。